# Сваричевка
Сваричевка (укр. Сваричівка) — село в Крупичпольском сельскиом совете
Ичнянского района Черниговской области Украины.
Код КОАТУУ — 7421786003. Население по переписи 2001 года составляло 235 человек .

## Географическое положение
Село Сваричевка находится на берегах реки Удай (в основном на правом), выше по течению на расстоянии в 1 км расположено село Крупичполе, ниже по течению на расстоянии в 1 км расположено село Вишнёвка.

## История
- 1600 год — дата основания.

## Достопримечательности
- В селе находится православная Успенская церковь (1709).

## Известные уроженцы
- Штепа, Антон Игнатьевич (1903—2005)— заслуженный мастер народного творчества, резчик по дереву.